# Ekonomska fakulteta v Tuzli
Ekonomska fakulteta (izvirno bosansko Ekonomski fakultet u Tuzli), s sedežem v Tuzli, je fakulteta, ki je članica Univerze v Tuzli.
Trenutni dekan je prof. dr. Vlado Kerošević.